# Plaça dels Bous
La Plaça dels Bous o del Bestiar és una plaça situada al nucli urbà d'Hostalric (Selva), entre el carrer del Raval i el Carrer Major, que forma part de l'Inventari del Patrimoni Arquitectònic de Catalunya.

## Descripció
La plaça es troba flanquejada per l'Avinguda Coronel Estrada i un passeig amb arbres que forma part de la mateixa plaça, des del qual es pot contemplar La Tordera. A l'Avinguda Corononel Estrada, hi ha la casa Can Silvestre Humet, que esdevé un marc per la plaça, juntament amb altres cases com Can Elias, que es troba adossada a la muralla del Castell d'Hostalric i Can Plans, dues cases que marquen l'inici del Carrer Major, que formen part d'un altre costat del marc de la plaça. El passeig ja esmentat també és un altre costat del marc de la plaça. Finalment hi ha Can Calls, que es troba davant per davant de Can Elias i la Casa del Carrer Raval, 2, a l'altre costat de la plaça, just a l'inici del carrer del Raval.
El terra de la plaça està empedrat, i segueix un tractament unitari que consisteix en un reticulat que forma trams quadrats iguals, dins els quals s'han disposat les pedres planes irregulars, separades per línies en quatre trams en forma de triangle equilàter, que és el resultat de dividir l'espai quadrat, en quatre espais iguals a partir d'una línia que parteix de cada un dels angles del quadrat. Actualment la Plaça dels Bous és un pàrquing.

## Història
Aquesta plaça es troba just on acaba el nucli emmurallat del poble. En aquesta plaça, al lloc on comença el carrer Major hi havia el Portal de Girona. Entre els segles XVII i XVIII sorgiren dos nous carrers fora del recinte emmurallat: el Raval i el Ravalet, de manera que entre el carrer Raval i el Major aparegué aquesta plaça que, per trobar-se enmig de la població es convertí en un important punt de referència.
El nom li ve donat per les fires de bestiar que s'hi celebraven. Amb tot, el nom de la plaça ha anat variant. Fins al 9 de setembre del 1928 es van alternant els noms de Plaça dels Bous i Plaça del Bestiar, ja que a partir de la data esmentada passa a dir-se Plaza del General Primo de Rivera. Amb la Segona República l'any 1931 la plaça pren els noms de Prat de la Riba i després Plaça Pi i Margall, nom que conservarà fins al 1939. Als anys quaranta se l'anomenava Plaza de la miranda del Tordera. El 1969 es recuperà el nom de Plaça dels Bous o del Bestiar.